# Forte Ciuto
Il Forte Ciuto è stato un edificio difensivo ottocentesco situato su una collina alle spalle della rada di Savona-Vado e Quiliano, ad un'altitudine di 400 m s.l.m.

## Storia e descrizione
La fortezza costituiva un sistema difensivo della costa e della rada di Savona-Vado Ligure, nonché sbarramento verso il Colle di Cadibona, di cui facevano parte più a valle il forte della Madonna degli Angeli e il forte di Madonna del Monte.
Costruita intorno al 1885 dai Savoia, rimase in attività sino alla fine della seconda guerra mondiale.
Delle tre, questa è la fortezza più grande e la più importante da un punto di vista strategico. Ricavata quasi esclusivamente scavando la cima della montagna, ha avuto modifiche rilevanti nel periodo bellico tra il 1939 e 1943, con rinforzi in calcestruzzo pesante, per il posizionamento delle batterie anti sbarco e antiaeree; si presenta in cattivo stato di conservazione, nonostante i danni provocati dal pesante bombardamento della marina francese avvenuto nel 1940 siano stati quasi inesistenti.
Il forte era armato con due torri Gruson 120/21 e due torri a scomparsa per la difesa ravvicinata dotate di cannoni 57/43 Mod.1887, poi rimosse e sostituite ciascuna con un impianto Breda 20/65 Mod.1935 per la difesa contraerea verso la fine degli anni '30. Erano inoltre presenti due spiazzi per pezzi di artiglieria in barbetta, consistenti in origine in 3 obici da 280mm, poi sostituiti nel primo dopoguerra da quattro cannoni 149/23; a fine anni '30, l'armamento in barbetta fu nuovamente rivisto, risultando, allo scoppio della seconda guerra mondiale, costituito da 2 mortai da 81mm e 3 cannoni 149/23.
Negli anni '70, a conclusione della terribile pagina delle bombe savonesi, l'ultimo ordigno detonò proprio al forte. Non è chiaro il motivo di tale scoppio. Alcuni dicono che gli attentatori volessero sbarazzarsi dell'ultima bomba, altri asseriscono che, in realtà, la struttura sia rimasta in uso fino almeno agli anni '80 quale deposito di materiali dell'intelligence italiana. Tuttavia la prima ipotesi è da ritenersi quella veritiera, trattandosi probabilmente la seconda solamente di una teoria cospirativa ispirata dal ben più realistico e famoso caso della base sotterranea del monte Settepani.